# Manuel de Araujo
Em assunto, nomedoartigo é...

## Manuel A. Alculete Lopes de Araújo
Manuel A. Alculete Lopes de Araújo, nasceu em 11 de Outubro de 1970. É um político moçambicano que é actual Edil de Quelimane desde Dezembro de 2011.
Manuel de Araújo foi eleito (2018) Membro do Comité Executivo Global responsável pela Resiliência (Copresidente) do ICLEI. Em 2017, De Araújo foi eleito Vice – Presidente para a África do ICLEI.

## Perfil académico
Trabalhou como Membro do Parlamento em representação do distrito de Maganja da Costa, Província da Zambézia, Ministro-sombra da Juventude, desportos, Turismo e Cultura e Secretário de Estado-sombra para a Europa, América do Norte, Central e do Sul.
Leccionou Economia, Economia do Desenvolvimento, Relações Internacionais e Política Externa Comparada na Universidade Católica, Universidade Pedagógica , Instituto Superior de Ciências e Tecnologias de Moçambique , Universidade A Politécnica e Instituto Superior de Relações Internacionais.

### Perfil Profissional
Manuel de Araújo foi um activista dos Países de Língua Africana Portuguesa e Espanhola (Angola, Cabo Verde, Guiné-Bissau, Guiné Equatorial, São Tomé e Príncipe) e, em seguida, Coordenador de Campanha do Projecto da Comunidade de Desenvolvimento da África Austral sobre Policiamento e Direitos Humanos em Amnistia Internacional (Londres).
Anteriormente, Manuel de Araújo foi investigador do Projecto de Relatório de Desenvolvimento Humano do Centro de Documentação e Investigação da África Austral (SARDC). De realçar que De Araújo foi membro do partido MDM e que no ano de 2018 filiou se ao maior partido da oposição em Moçambique RENAMO.
- Um item
- Outro item

Para que uma palavra tenha link ou ligação para outro artigo, só colocá-la entre colchetes assim: um link.
O itálico é para destacar palavras em idioma estrangeiro, por exemplo software.
Uma lista numerada começa cada item com cerquilha, assim:
1. Um item
2. Outro item

Todo artigo deve ter referências ou fontes para comprovar a informação. Para adicionar uma referência, só adicionar:  ou se é para um website ou sítio: 
Para ver como seu artigo está antes de publicá-lo, clique no botão Mostrar previsão. Se tudo estiver pronto, clique então em Salvar página ou Gravar página para publicar seu artigo!

## Exemplo de outra seção
Aqui vai o texto de outra seção caso precise!